# Bracknell Forest
Bracknell Forest is een unitary authority, borough en een district in de Engelse regio South East England en telt 122.000 inwoners. De oppervlakte bedraagt 109 km².

## Demografie
Van de bevolking is 10,8 % ouder dan 65 jaar. De werkloosheid bedraagt 2,0 % van de beroepsbevolking (cijfers volkstelling 2001).
Het aantal inwoners steeg van ongeveer 98.100 in 1991 naar 109.617 in 2001.

## Civil parishesin district Bracknell Forest
- Binfield
- Bracknell (hoofdplaats)
- Crowthorne
- Sandhurst
- Warfield
- Winkfield